# فلورا كيد
فلورا كيد (بالإنجليزية: Flora Kidd)‏ (1926، ليفربول في المملكة المتحدة - 19 مارس 2008، سانت جون في كندا)؛ روائية بريطانية. درست في جامعة ليفربول.